# Possibilisme libertaire
Pour les articles homonymes, voir Possibilisme.
Le possibilisme libertaire est un concept anarchiste élaboré en Espagne dans les années 1930.
Le terme apparaitrait pour la première fois, en 1922 et 1923, dans les discours de l'anarcho-syndicaliste catalan Salvador Seguí et est repris, en avril 1924, par La Revista Blanca : « nous devons intervenir en politique pour occuper les positions de la bourgeoisie ».
Ce courant postule que, dans le cadre historique des débuts de la Seconde République espagnole (en 1931, l'anarcho-syndicalisme est illégal) et sans sacrifier aux finalités propres de l'anarchisme, il est nécessaire de participer aux institutions démocratiques et d'exercer le pouvoir politique pour faire évoluer la société.
Le possibilisme libertaire joue un rôle important pendant la révolution sociale espagnole de 1936, notamment au travers des participations gouvernementales de ministres issus des rangs de la Confédération nationale du travail anarcho-syndicaliste. Certains auteurs considèrent cette participation au pouvoir comme une « trahison », alors que d'autres font valoir que cela était nécessaire pour gagner la guerre contre le franquisme et dépasser l'anti-étatisme considéré comme un « infantilisme révolutionnaire ».

## Historique

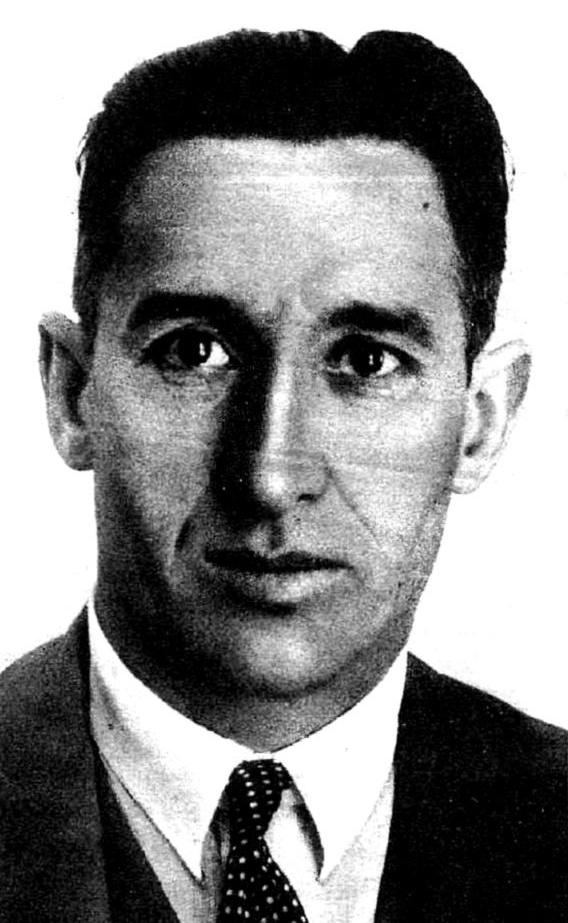
Ángel Pestaña.

En août 1931 à Barcelone, le Manifeste des Trente est lancé par des militants syndicalistes de la Confédération nationale du travail. L'appel est notamment signé par Joan Peiró (secrétaire général de la CNT en 1922-1923), Ángel Pestaña (secrétaire général de la CNT en 1929) ou Juan López Sánchez. Qualifié de trentisme, ce courant idéologique défend une ligne définie comme « modérée » au sein du mouvement libertaire espagnol. D'abord exclu de la Confédération, il se réunifie avec la tendance anarcho-syndicaliste, en mai 1936 au congrès de Saragosse, autour du projet de communisme libertaire qui fait de la commune libertaire la pièce maîtresse de la société post-révolutionnaire.
Fin 1932, est fondé le Parti syndicaliste qui participe aux élections de février 1936 et rejoint le Front populaire avec deux élus au Parlement : Ángel Pestaña et Benito Pabón.
En 1938, le secrétaire général de la Confédération nationale du travail (CNT), Horacio Prieto propose que la Fédération anarchiste ibérique devienne un Parti socialiste libertaire et participe à la vie démocratique et aux élections. Au plenum national d'octobre 1938 de la CNT, il exprime sa conviction que « l'action vraiment décisive ne peut s'exercer qu'à partir des organes du pouvoir », les erreurs de l'anarchisme espagnol étant dues à « l'esprit de naïveté du Mouvement et à son manque de plans concrets ». Et il précise : « Je ne suis ni Bakounine ni Malatesta, je ne suis qu'Horace. [...] Le jour où je pense que je ne suis plus anarchiste, je m'en irai ».
En juillet 1945, lors du congrès clandestin de la CNT à Madrid, son secrétaire par intérim, José Exposito Leiva propose également la création d'un Parti libertaire.
Le 23 mars 1948, Miguel García Vivancos et d'autres membres de l'exil libertaire espagnol dont Gregorio Jover signe le « Manifeste des dix-sept » qui appelle à la création d'une représentation parlementaire d'un Parti ouvrier du travail émanant des rangs syndicaux de la CNT.
Aujourd'hui, des organisations anarcho-syndicalistes telles la Sveriges Arbetares Centralorganisation (SAC) ou la Confédération générale du travail (Espagne) participent aux élections syndicales et perçoivent des subventions publiques pour leurs activités.

## Commentaire
Selon Max Nettlau, le terme de possibilisme est utilisé, à la fin des années 1870, par Paul Brousse, anarchiste français et membre de la Fraternité internationale fondée par Mikhaïl Bakounine, dans une lettre à son ami espagnol Garcia Vinas et au paronyme de ce dernier, García Viñas. Sous ce vocable, il définit un réformisme révolutionnaire qui parviendrait au socialisme libertaire sans révolution mais par la participation électorale.